# Пасифико, Патрисио
Патрисио Пасифико Домингес (исп. Patricio Pacífico Domínguez; род. 8 апреля 2006, Монтевидео) — уругвайский футболист, защитник клуба «Дефенсор Спортинг».

## Клубная карьера
Пасифико — воспитанник клуба «Дефенсор Спортинг». 19 апреля 2024 года в матче против столичного «Ливерпуля» он дебютировал в уругвайской Примере.

## Международная карьера
В 2023 году Пасифико в составе юношеской сборной Уругвая принял участие в юношеском чемпионате Южной Америки в Эквадоре. На турнире он сыграл в матчах против команд Колумбии, Чили, Эквадора и Бразилии.
В 2025 году Пасифико в составе молодёжной сборной Уругвая принял участие в молодёжном чемпионате Южной Америки в Венесуэле. На турнире он сыграл в матчах против команд Бразилии, Перу, Венесуэлы, Аргентины, Колумбии, а также дважды Парагвая и Чили. В поединке против перуанцев Патрисио забил гол.